# Hatiora
Рипсалідопсис (Hatiora) — рід епіфітних кактусів з тропічних лісів Бразилії. Число видів, за різними даними, становить від п'яти до десяти. Деякі види — популярні кімнатні рослини.
Деякі систематики включають види цього роду в інший рід кактусів — Рипсаліс (Rhipsalis Gaertn.)
Свою наукову назву рід отримав на честь англійського математика і мандрівника XVI століття Томаса Херріота (1560—1621), одного з перших дослідників природи Північної Америки. Дана назва є анаграмою його прізвища. Спочатку рід був названий Огюстеном Декандолем в 1834 році Hariota, але пізніше з'ясувалося, що ця назва вже було використана раніше.
У синоніміку роду входять наступні назви:
- Epiphyllopsis Backeb. & F.M.Knuth
- Hariota DC. (1834), non Adans. - Гаріота
- Pseudozygocactus Backeb.
- Rhipsalidopsis Britton & Rose

У природі рослини цього роду ростуть на стовбурах і гілках дерев чи на землі у вологих тропічних лісах Бразилії. Річна кількість опадів тут становить від 2000 до 3000 міліметрів, а температура повітря практично ніколи не опускається нижче 18 ° C.